# Молтенской, Владимир Ильич
Владимир Ильич Молтенской (р. 21 июля 1950, село Выгоничи, Брянская область) — российский военный деятель, генерал-полковник (2002). Первый заместитель главнокомандующего Сухопутными войсками Вооружённых Сил России (с октября 2002). Доктор военных наук.

## Биография
Окончил Ташкентское высшее танковое командное училище (1971), Академию бронетанковых войск (1982), Военную академию Генерального штаба (1996).
С 1971 года служил в Центральной группе войск (Чехословакия) и в Прикарпатском военном округе на должностях от командира взвода до командира батальона.
С 1982 года проходил службу на Дальнем Востоке в должностях начальника штаба танкового полка, командира танкового полка, начальника штаба — заместителя командира танковой дивизии, начальника центра подготовки специалистов танковых войск.
С июня 1993 года командовал 10-й гвардейской танковой дивизией в Западной группе войск (Германия).
С 1996 года — начальник штаба — первый заместитель командира; с марта 2000 года — командир 67-го армейского корпуса.
С февраля 2001 года — заместитель командующего войсками Северо-Кавказского военного округа (СКВО) по чрезвычайным ситуациям.
С мая по сентябрь 2001 года исполнял обязанности командующего Объединённой группировкой федеральных войск (ОГВ) в Чечне на время отпуска командовавшего группировкой генерал-полковника Валерия Баранова.
С октября 2001 года по октябрь 2002 — командующий (ОГВ) в Чечне, оставаясь на должности заместителя командующего войсками СКВО.
В сентябре 2002 года назначен заместителем главнокомандующего Сухопутными войсками.
С марта 2010 года — первый заместитель генерального директора, а с сентября 2012 года — директор Федерального агентства по правовой защите результатов интеллектуальной деятельности военного, специального и двойного назначения (ФАПРИД).
Член Правления Союза ветеранов Западной группы войск (ГСВГ) с 2013 года.
Женат, имеет сына.

## Награды
- Ордена:
  - «За заслуги перед Отечеством» III степени с изображением мечей,
  - «За заслуги перед Отечеством» IV степени с изображением мечей,
  - «За военные заслуги»
  - «За службу Родине в ВС СССР» III степени,
- Медаль «За проявленное мужество» (12 сентября 2024) — за содействие в укреплении государственной безопасности, мужество, отвагу и самоотверженность, проявленные при защите территории Республики Дагестан от международных бандформирований в 1999 году[2],
- Почётное звание «Заслуженный военный специалист Российской Федерации»,
- 9 медалей.